# ألكسندر بوري
ألكسندر بوري (بالروسية: Бурый, Александр Иванович)‏ مواليد 14 سبتمبر 1987، هو لاعب كرة مضرب بيلاروسي بدأ مسيرته كمحترف سنة 2006. أعلى تصنيف له في الفردي كان المركز الـ 366 في سنة 2014. شارك في دورة الألعاب الأولمبية الصيفية.

## روابط خارجية
- ألكسندر بوري على موقع رابطة محترفي التنس (الإنجليزية)
- ألكسندر بوري على موقع الاتحاد الدولي لكرة المضرب (الإنجليزية)
- ألكسندر بوري على موقع كأس ديفيز (الإنجليزية)
- ألكسندر بوري على موقع خلاصة التنس.كوم (الإنجليزية)
- ألكسندر بوري على موقع إي إس بي إن.كوم (الإنجليزية)
- ألكسندر بوري على موقع اللجنة الأولمبية الدولية (الإنجليزية)
- ألكسندر بوري على موقع أوليمبيديا (الإنجليزية)